# Stalen Mol
De Stalen Mol is een fictieve uitvinding uit de stripverhalen van Suske en Wiske.
In De groene splinter (1957) wordt de Stalen Mol gebruikt. Er zijn twee versies van de uitvinding (S.T.M.I en S.T.M.II), maar de S.T.M.II wordt met dynamiet opgeblazen in het verhaal. Met de Stalen Mol kan men naar onderaardse plekken reizen, het voertuig lijkt op een onderzeeër. Aan de voorkant van de uitvinding zit een mechanisme waarmee steen gesmolten kan worden en aan de achterkant zit een mechanisme waarmee de steen weer normaal wordt. De miniversie komt voor in De Koperen Knullen, waar blijkt dat deze door professor Barabas werd uitgevonden. Vreemd genoeg wordt hij hier qua naam verward met de Terranef.
In Het slapende goud (2005) wordt de Stalen Mol opnieuw gebruikt. In De sterrensteen (2008) komt een miniversie voor, de Cornetteau, waarmee men door ijslagen kan reizen.